# Meinü zuojia
Meinü zuojia (deutsch: „schöne Schriftstellerinnen“) ist ein chinesisches Label für junge, urbane Autorinnen, das ab den späten 1990er Jahren in Verwendung war. Es wurden damit vor allem Autorinnen wie Mian Mian und Zhou Weihui belegt, die über weibliche Sexualität schrieben.

## Geschichte
1998 wurden in der Literaturzeitschrift Zuo Jia (deutsch: Autoren) Texte von sieben, in den 1970er Jahren geborenen Autorinnen – Zhou Weihui, Zhou Jieru, Mian Mian, Zhu Wenying, Jin Renshun, Dai Lai und Wei Wei – versammelt. Auffallend war, dass die Erzählungen von zahlreichen Porträts der Autorinnen begleitet wurden. Das Label meinü zuojia wurde in dieser Sonderausgabe der Zeitschrift zwar noch nicht verwendet, sie gilt jedoch als Auftakt für die folgende Etikettierung der jungen chinesischen Autorinnen als „schöne Schriftstellerinnen“.
Die Bezeichnung von Autorinnen als meinü zuojia betont deren Geschlecht. Es werden damit physische und sexuelle Attribute in den Vordergrund gestellt, nicht jedoch die Literatur. Dieser Fokus auf Äußerlichkeiten wurde auch als Reaktion auf die „Schönheitsangst“ der Mao-Jahre gedeutet, in der das Frauenbild von leistungsstarken, androgynen Iron Girls dominiert wurde. Obgleich es sich bei den „schöne Schriftstellerinnen“ nicht um eine zusammengehörige Gruppe handelte und ihre Literatur keine eigene Schule darstellte, wurden sie von Verlagen und Medien zu einem kulturellen Phänomen stilisiert. Als dessen Hauptmerkmal galt, dass Frauen über ihre eigene Sexualität und ihre Körper schreiben. Einige Autorinnen wie Zhou Weihui, die vor der Veröffentlichung ihres Romans Shanghai Baby (1999) mehrere Verlage castete und für ihr Porträtbild auf dem Cover professionelle Visagisten und Fotografen engagierte, nutzten das Label und die Medienaufmerksamkeit dazu, sich möglichst erfolgreich selbst zu vermarkten. Andere als meinü zuojia bezeichnete Autorinnen wie Mian Mian, Zhao Bo und Zhou Jieru betonten, dass sie nichts mit Schönheit zu tun hätten, sondern ernsthafte Literatur produzierten.
Die meinü zuojia wurden wiederholt mit dem anglo-amerikanischen Label Chick lit in Verbindung gebracht. Bruce Humes, der Shanghai Baby 2001 ins Englische übersetzt hatte, paraphrasierte das chinesische Label mit „pretty ‚chick-lit‘ authors“ und führte neben Zhou Weihui auch die Autorinnen Mian Mian und Jiu Dan an. Primär wurde jedoch der international erfolgreiche Roman Shanghai Baby als chinesische Chick lit vermarktet und rezipiert. Neben der Einordnung der Literatur der meinü zuojia als oberflächliche und seichte Bekenntnisliteratur, wurde sie auch zunehmend als vulgär, dekadent und sogar pornografisch bezeichnet. Einige Titel wie Mian Mians La la la, Zhou Weihuis Shanghai Baby und Chun Sues Beijing wawa (dt. China-Girl) wurden von der chinesischen Regierung aufgrund ihrer sexuellen Explizitheit und der Darstellung von Drogenmissbrauch verboten und die meinü zuojia als Gefahr für die Nation eingestuft.

## Autorinnen und Werke (Auswahl)
- Mian Mian: La la la (1997, Erzählungen), Mei ge hao hai zi dou you tang chi (1998, Erzählungen), Tang (2000, Roman)
  - Deutsch: La la la. Aus dem Chines. übers. v. Karin Hasselblatt. Kiepenheuer & Witsch, Köln 2000, ISBN 9783462029505.
  - Deutsch: Deine Nacht, mein Tag. Aus dem Chines. übers. v. Karin Hasselblatt. Kiepenheuer & Witsch, Köln 2004, ISBN 9783462034219.
- Zhou Weihui: Yu wang shou qiang (1998, Erzählungen), Hu die de jian jiao (1999, Erzählungen), Shanghai baobei (1999, Roman)
  - Deutsch: Shanghai Baby. Roman. Aus dem Chines. übers. v. Karin Hasselblatt. Ullstein, Berlin 2001, ISBN 9783550083433.
- Zhou Jieru: Wo men gan dian shen me ba (1998, Erzählungen), Xiao yao de wang (2000, Roman)
- Jin Renshun: Ai qing leng qi liu  (1999, Roman), Fangfu yichang bairimeng (2001, Erzählungen)
- Zhu Wenying:  Mi hua yuan (1999, Roman), Liang ge ren de zhan zheng (2000, Erzählungen)
- Dai Lai: Yao me jin lai yao me chu qu (2000, Erzählungen), Dui mian you ren (2001, Roman)
  - Französisch: L’insecte sur la toile. Aus dem Chines. übers. v. Véronique Chevaleyre. Bleu de Chine, Paris 2003, ISBN 9782910884635.
- Anni(e) Baobei (Baby): Gao bie wei an (2000, Erzählungen)
  - Englisch: Goodbye, An. In: The Road of Others. A Cult Author’s Stories of Love and Illusion in Shanghai. Aus dem Chines. übers. v. Nicky Harman u. Keiko Wong. Make-Do Publishing, Hongkong 2012, S. 9–41, ISBN 9789881841971.
- Zhao Bo: Qing se wu yu (2000, Erzählungen), Kou xiang tang sheng huo (2002, Erzählungen)
- Wei Wei: Qing gan yi zhong (2000, Erzählungen), Ji aimei you wencun (2001, Erzählungen)
- Chun Sue: Beijing wawa (2002, Roman)
  - Deutsch: China-Girl: Roman. Aus dem Chines. übers. v. Karin Hasselblatt. Goldmann, München 2006, ISBN 9783442461165.